# Böhen
Böhen är en kommun och ort i Landkreis Unterallgäu i Regierungsbezirk Schwaben i förbundslandet Bayern i Tyskland.
Kommunen ingår i kommunalförbundet Ottobeuren tillsammans med köpingen Ottobeuren och kommunen Hawangen.